# 医学信息学
医学信息学，或称卫生信息学或醫學資訊學， 是信息科学、医学和卫生保健学等学科的交叉学科。 它研究相关资源、设计和方法，以优化卫生和生物医学信息的获取、存储、检索和利用。 医学信息学工具不仅包含计算机，而且包括临床指导原则、医疗术语和信息通讯系统。
医学信息学的子领域包括: 临床信息学、护理信息学、医学图形信息学、顾客健康信息学、公共卫生信息学、口腔医学信息学、临床研究信息学、生物信息学和药物信息学。

## 研究领域

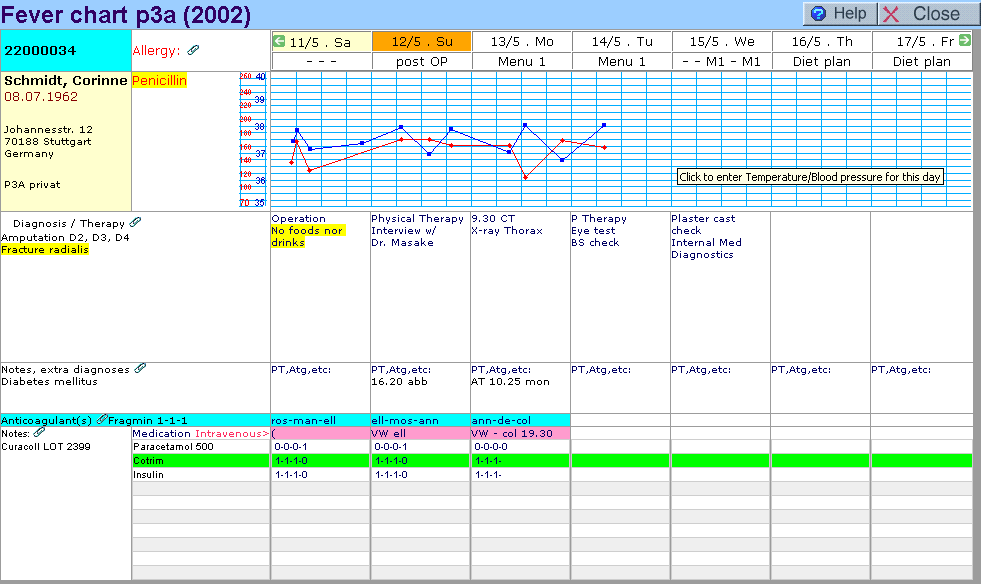
某健康信息系统的病人电子图表

- 电子病历和其他与付费,预约,科研相关医学信息系统的构建
- 卫生保健决策支持系统
- 标准化(如: DICOM, HL7)和文件系统整合(e.g. 卫生保健机构资源整合（页面存档备份，存于）), 以方便各卫生保健信息系统之间的信息交流.这里的信息交流意指交换数据,而非通常所说的内容.
- 受控医学词汇,如: 医学标准命名法,临床术语,合理观测标志命名和代码(LOINC), 通用参考模型, 以使信息系统和信息提供者之间进行标准,精确的数据交换.
- 使用手持或便携式装置来帮助信息提供者进行数据检索以及医疗决策.

## 发展简史
医学信息学于1950年代伴随微芯片和计算机的增长在美国产生.
医学信息学早期的名字包括: 医学计算学, 医学计算机科学;计算机医学,医学电子数据处理;医学数据自动化处理;医学信息处理,医学信息科学,医学软件工程和医学计算机技术.
从1980年代开始, 都等同加入国际医学信息学协会(IMIA).

### 北美医学信息学
- 计算机科学在医学中的最早应用始于Rober Ledley, 其在1950年代参与了美国国家标准局的一个口腔医学项目.
- 1950年代中期,开发了诸如 MYCIN（英语：MYCIN）和Internist-I（英语：Internist-I）的专家系统.
- 1965, 美国国家医学图书馆开始使用 MEDLINE、MEDLARS. 同时Neil Pappalardo, Curtis Marble 和Robert Greenes在波士顿马萨诸塞州总医院的Octo Barnett计算机科学实验室开发了马萨诸塞州总医院通用多程序系统( MUMPS).
- 1970年代和1980年代计算机语言在临床上应用已相当普遍. MUMPS操作系统用来专门支持MUMPS语言. 此系统派生出的As of 2004用于美国老兵事务医院系统.
- 1996年,美国HIPAA调整涉及个人隐私和临床病例,促使大量外科医生转向应用电子病例软件,其最初的目的是为了医疗帐单安全.

- 在美国, 旨在医学信息构建标准化的工作正在进行中. 2004年. 美国健康和人类服务中心成立了国家医学信息技术协调办公室(ONCHIT), 主任是医学博士David J. Brailer, 该组织的主要任务是开发出至少能在10年内普遍使用的电子卫生记录. 更多信息请参见（页面存档备份，存于）

Brailer, 名声显赫,其中以对自由开放软件源代码(FLOSS)优点的评价深得人心. 他2006年4月获得此职位.

### 欧洲医学信息学
欧盟成员国称将共享他们最好的实践和经验来创建欧洲电子卫生区, 从而方便进入卫生保健,提高质量, 同时刺激相关新产业部门的增长.European eHealth Action Plan（页面存档备份，存于） 
在欧盟的i2010（页面存档备份，存于）战略中起基础性作用. 这些涉及几个委员会服务部门间的相互合作.
在英国, 旨在进行医学信息学登记和调控的UK Council for Health Informatics Professions (UKCHIP)（页面存档备份，存于）信息系统已经展开.
英格兰的NHS已经和几个提供商签订合约来建立国家医学信息系统, 其将整个国家划分为5个区然后统一到一个电子病例中心, 绰号为"辐辏".National Programme for IT in the NHS. 该项目截至2006年,已经落后于计划,而且其适用范围和设计也在实时调整中.
2005年,英格兰和威尔士40%居民的临床病例和处方,或多或少的由用MUMPS语言写成,安装在IMIS系统上的4000个机器产生.其他60%则绝大多数都是存储在SQL的数据或文件系统中.
苏格兰也有类似的通向中心的入口,但一些方面做得要比英格兰优秀.
苏格兰的GPASS系统, 源代码为政府所有, 而由苏格兰NHS控制和开发.它已被授权给所有的苏格兰GPs用户免费使用,但进程缓慢.关于疗法是否要开放源码的讨论仍在进行中.
对欧盟而言,就像第五次框架会上提出的,更倾向于卫生保健的FLOSS系统.

### 亚洲临床信息学
- 1994年,香港医院管理局开发了名为临床管理系统(CMS)的计算机化病例系统.该系统已经在管理局各站点使用,并在约30,000个临床事务所处理日常数据. 全部7,000,000份病例都可以通过整合了各站点数据的电子病例(ePR)系统来访问. 2004年起,X光片加入ePR系统,该X光片可由任一的医院管理局网点拍摄. 医院管理局让数以百计的临床医生输入数据到整合的系统中去,以加强临床信息系统开发的管理.
- Hong Kong Society of Medical Informatics始建于1987年,以加快信息技术在卫生保健领域中的应用.
- 近来,eHealth Consortium 成立,以让私人和公共领域的临床医生加强联系,医学信息职业人员和IT产业进一步促进IT在卫生保健领域的应用.

### 澳洲医学信息学
2002年,  Australian College of Health Informatics (ACHI)（页面存档备份，存于）作为医学信息学的学术协会和最高学术团体成立.它代表了临床和非临床职业人员非常广泛的利益,涉及医学信息学领域内的医疗质量,标准和伦理学实践.ACHI的工作旨在提高国家在医学信息学研究,教育和培训,以及政策制定和系统实现等方面的能力.
尽管在澳大利亚有为数众多的信息机构, 澳洲医学信息学联合会(HISA)被认为是最主要的综合小组成员,也是IMIA的成员. 护理信息学对推动HISA的形成起了重要作用,而HISA现在已经成立有限责任公司.其成员由信息学专业的学生和会员.HISA有众多分支机构(Queensland, New South Wales and Western Australia), 其兴趣范围包含护理(NIA),病理,老龄化和社区护理,产业和医学影像学(Conrick, 2006).

### 受控医学词表
- CPT
- ICD
- LOINC
- MeSH
- SNOMED
- SNOMED RT
- SNOMED CT
- UMLS